# Крмно биље
Крмно биље је јединствени назив за крмива (производе за исхрану животиња) биљног порекла. Проучавањем крмног биља бави се научна дисциплина која је у ранијем периоду проучавана у оквиру ратарства, да би развојем науке заузела равноправно место уз ратарство и сточарство, као самостална научна дисциплина и као спона ратарске и сточарске производње. Крмно биље проучава биологију, гајење и искоришћавање крмних биљака, са циљем да се постигну што бољи принос и квалитет кабасте сточне хране.

## Гајење и проучавање крмних биљака
Гајење крмних биљака по својој природи је врло сложено. Везано је са бројним питањима, чије је проучавање неопходно, да би се постигао циљ гајења : висок принос и квалитет крме.
Од ботаничких особина крмно биље проучава морфолошке, физиолошке и биолошке особине њивских биљака, као и њихову географску распрострањеност.

## Крмне биљке и њихова подела
Биљке које се данас користе за производњу сточне хране су бројне у свету, као и у нашој земљи. Према извођењу Мијатовића (1975) у свету се користи више од 4.000 врста за производњу крмног биља. Њихов број се и даље повећава, из дивље флоре се уводе у културу нове врсте, интензивним селекционим радом стварају се нове врсте (Triticale).
У свету постоје бројне класификације њивских и крмних биљака. Поделе су различите, све зависи од тога који се критеријуми користе. Неки аутори као основу узимају начин гајења, други ботаничке особине (морфолошке и биолошке), трећи особености производње. Постоје и комбиноване класификације, где се у обзир узимају ботаничке, производне и друге особине.

## Подела крмних биљака по начину гајења и производње
- Крмне биљке на ораницама[4] (ораничне крмне биљке)
- Траве - травњаци (ливаде и пашњаци)

### Подела крмних биљака према ботаничким особинама
- Крмне биљке из фамилија трава (Poaceae)
- Крмне биљке из фамилија легуминоза (Fabaceae)
- Крмне биљке из осталих фамилија

## Класификација њивских биљака
Према класификацији Ђорђевића (1948), све њивске биљке могу да се поделе у четири групе:
- Жита (Cerealie) - зрнене скробне биљке
- Зрнене махуњаче (варива) - беланчевинасте биљке
- Биљке за техничку прераду
- Биљке за сточну храну

У биљке за техничку прераду спадају:
- Уљане биљке
- Биљке за производњу шећера, скроба, алкохола
- Текстилне (прерадиве) биљке
- Биљке за производњу каучука
- Лековите, ароматичне и зачинске биљке
- Остале биљке за техничку прераду : дуван и хмељ

У биљке за сточну храну спадају:
- Коренасто-кртоласте биљке[5]
- Траве
- Остале биљке за сточну храну